# Карповська
Ка́рповська (рос. Карповская) — присілок у складі Тарногського району Вологодської області, Росія. Входить до складу Спаського сільського поселення.

## Населення
Населення — 19 осіб (2010; 27 у 2002).
Національний склад (станом на 2002 рік):
- росіяни — 100 %